# Hocine Yahi
Hocine Yahi (arab. ‏حسين ياحي‎; ur. 25 kwietnia 1960 w El Madania) – algierski piłkarz występujący na pozycji napastnika. Uczestnik Mistrzostw Świata 1982.

## Kariera klubowa
Podczas Mistrzostw Świata 1982 Hocine Yahi reprezentował klub CM Belcourt. Grał też w Linfield.

## Kariera reprezentacyjna
Hocine Yahi występował w reprezentacji Algierii w latach osiemdziesiątych.
W 1979 roku Hocine Yahi uczestniczył w młodzieżowych Mistrzostwach Świata w Japonii. W turnieju wystąpił we wszystkich meczach grupowych oraz przegranym 0-5 spotkaniu ćwierćfinałowym z reprezentacją Argentyny.
Z reprezentacją Algierii uczestniczył w Mistrzostwach Świata 1982.
Na Mundialu wystąpił w meczu grupowym z reprezentacją Chile, wygrany 3-2.
Później uczestniczył w zwycięskich eliminacjach do Mistrzostw Świata 1986, jednakże na turniej finałowy już nie pojechał.